# Leon Scott Kennedy
Leon Scott Kennedy (レオン・S・ケネディ Reon Sukotto Kenedi?) är en datorspelsfigur i Resident Evil-serien. Man ser honom första gången i Resident Evil 2, då han befinner sig i Raccoon City. Han finns även med i Resident Evil 4, där han befinner sig i Spanien för att hitta den amerikanska presidentens dotter Ashley Graham. Han medverkar även i Resident Evil 6 då han har en av huvudrollerna i en av tre kampanjer och har till uppgift att reda ut mordet på presidenten (hans chef).
Han finns också med i Resident Evil Operation Raccon City, men där är han fiende till spelaren, eftersom man spelar som de onda ifrån tidigare spel.